# KUD Idijoti

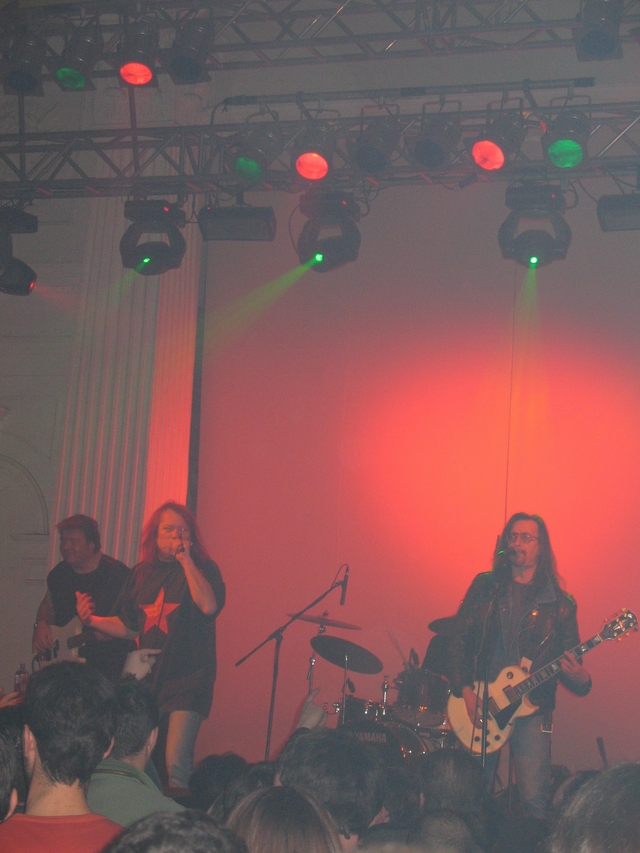
A KUD Idijoti belgrádi fellépésen (2007)

A KUD Idijoti egy pulai horvát punkrock zenekar. 1981. február 2-án alakultak, 1986-ban jelent meg első lemezük. 1987-ben megnyerték a szabadkai ifjúsági fesztivált.

## Tagok
- Tusta - vokál
- Sale Veruda - gitár, háttérvokál
- Dr. Fric - basszus és háttérvokál
- Ptica - dob

## Lemezeik
- Legendarni u živo (1986)
- Bolje izdati ploču nego prijatelja (1987)
- Lutke na koncu (1987)
- Hoćemo cenzuru (1988)
- Live in Biel (1988)
- Bolivia R'n'R (1989)
- Mi smo ovdje samo zbog para (1990)
- Đuro was sold out (1991)
- Glupost je neuništiva (1992)
- Tako je govorio Zaratusta (1993)
- Istra ti materina (1995)
- Megapunk (1995)
- Fuck (1996)
- Single collection vol 1 (1997)
- Cijena ponosa (1997)
- Gratis hits live! (1999)
- Remek-djelo (2001)
- Tako je govorio Zaratusta (2002)

## Külső hivatkozások
- Hivatalos weboldal